# Домашнее насилие в Гайане
Домашнее насилие в Гайане широко распространено и пересекает расовые и социально-экономические границы. Закон запрещает насилие в семье, даёт женщинам право на незамедлительную защиту и позволяет жертвам добиваться защиты или распоряжения о найме у мирового судьи. Наказания за нарушение охранных судебных приказов включают штрафы до 54 долларов США (10 000 гайанских долларов) и тюремное заключение сроком на 12 месяцев, однако это законодательство часто не соблюдается.
Правительство с некоторым успехом применяет законы и политику против домашнего насилия. Проблемы заключаются в неспособности исполнителей. Магистраты и сотрудники магистратских судов часто невнимательны к проблеме домашнего насилия и к своей роли в обеспечении соблюдения закона. Кроме того, не все сотрудники полиции полностью понимают положения закона.
НПО сообщают, что широко распространено мнение о том, что некоторых сотрудников полиции и магистратов можно подкупить, чтобы они «закрыли» дела о домашнем насилии. Правительство также не занимается судебным преследованием по делам, в которых предполагаемая жертва или семья жертвы соглашались прекратить дело в обмен на денежную выплату во внесудебном порядке. НПО заявляют о необходимости создания специализированного суда по семейным делам.
Домашнее насилие — проблема во всех регионах страны. Обеспечение соблюдения законов о домашнем насилии особенно слабо во внутренних районах, где полиция не так сильна, а суды встречаются только раз в квартал.
В период с января по сентябрь 2006 года «Help and Shelter» рассмотрела 414 дел о жестоком обращении, в том числе о жестоком обращении с детьми, супругом, вне брака и другом домашнем насилии. 297 дел касались супружеского насилия в отношении женщин. Организация «Help and Shelter», которая получала частные доноры и часть государственного финансирования, содержала бесплатный приют для жертв домашнего насилия и горячую линию для консультирования жертв.
Неправительственные организации публикуют объявления для общественных служб и обучают сотрудников полиции, учителей, медсестёр, сельскохозяйственных рабочих, религиозные группы и поликлиники обращать их внимание на насилие в семье. Осведомлённость о насилии в семье является частью учебной программы Полицейского колледжа. Существует «Целевая группа по борьбе с насилием в отношении женщин», в состав которой входят представители НПО, правоохранительных органов, сообщества здравоохранения и молодёжи. Целевая группа собрала данные в рамках подготовки к разработке национальной политики по борьбе с насилием в семье.